# Simon Corcoran
Simon Corcoran es un historiador británico y profesor de historia antigua de la Escuela de Historia, Clásicos y Arqueología, de la Universidad de Newcastle.
Corcoran fue investigador en el University College de Londres de 1999 a 2015. Recibió su doctorado por el Saint John's College en 1992. Fue galardonado con el premio Henryk Kupiszewski por su libro The Empire of the Tetrarchs. En el University College trabajó en el Proyecto Volterra, una extensa base de datos pública en línea sobre el Derecho (romano, germánico y eclesiástico) para el período de 193 a 900 d. C.
Desde 2014, Corcoran ha sido miembro del Comité Directivo de la Sociedad Británica de Epigrafía. Es editor consultor del Journal of Late Antiquity y asesor científico de Revue Antiquité tardive. De 2006 a 2009 fue miembro del Consejo de la Sociedad para la Promoción de los Estudios Helénicos y del Consejo del Instituto Británico de Ankara de 2011 a 2015.
En 2016, Corcoran fue miembro del panel en el episodio In Our Time de la BBC Radio 4 sobre el código legal de Justiniano con Caroline Humfress y Paul du Plessis.

## Descubrimiento del Código Gregoriano
En 2010, Corcoran y Benet Salway utilizaron la base de datos de Volterra para identificar fragmentos previamente desconocidos del Código Gregoriano. Los Fragmenta Londiniensia son diecisiete trozos de pergamino que se estima datan del año 400 d. C., el documento ha sido cortado y reutilizado como material de encuadernación de libros. Esta es la primera evidencia directa descubierta hasta ahora del Códice Gregoriano.

## Publicaciones seleccionadas
- Corcoran, Simon (2000), The Empire of the Tetrarchs, Imperial Pronouncements and Government AD 284–324 (2nd edición), Oxford University Press, ISBN 0-19-815304-X.
- Corcoran, Simon (2016). «The Würzburg fragment of Justinian’s constitutions for the administration of recovered Africa».  En Freu, C.; Janniard, S.; Ripoll, A., eds. Libera curiositas. Mélanges d'histoire romaine et d'Antiquité tardive offerts à Jean-Michel Carrié. (en inglés). Brepols. pp. 96-113. ISBN 9782503566757. Archivado desde el original|urlarchivo= requiere |url= (ayuda) el 18 de noviembre de 2016.
- Corcoran, Simon (2016). «Roman law in Ravenna».  En Herrin, J; Nelson, J, eds. Ravenna: Its Role in Earlier Medieval Change and Exchange (en inglés). Institute of Historical Research. pp. 163-197. ISBN 9781909646148.
- Corcoran, Simon; Salway, Benet; Crawford, Michael (2016). «Sixth Book, First to Twentieth Titles».  En Frier, B, ed. The Codex of Justinian. A New Annotated Translation with Parallel Latin and Greek Text (en inglés). Cambridge University Press. pp. 1407-1485. ISBN 9780521196826.
- Corcoran, Simon (2015). «The Augusti and Caesars say: Imperial communication in a collegiate monarchy». Official Epistolography and the Language(s) of Power. Proceedings of the 1st International Conference of the Research Network Imperium and Officium (en inglés). Viena: Verlag. pp. 219-236. ISBN 9783700177050. Archivado desde el original|urlarchivo= requiere |url= (ayuda) el 20 de junio de 2017. Consultado el 23 de marzo de 2021.
- Corcoran, Simon (2015). «From unholy madness to right-mindedness: or how to legislate for religious conformity from Decius to Justinian». Conversion in Late Antiquity: Christianity, Islam, and Beyond: Papers from the Andrew W. Mellon Foundation Sawyer Seminar, University of Oxford, 2009-2010 (en inglés). Routledge. pp. 67-94. ISBN 9781409457381.
- Corcoran, Simon (2015). «Hincmar and his Roman legal sources». Hincmar of Rheims. Manchester University Press. pp. 129-155.
- Corcoran, Simon (2014). «State correspondence in the Roman Empire: Imperial communication from Augustus to Justinian».  En Radner, Karen, ed. State Correspondence in the Ancient World. Nueva York: Oxford University Press. pp. 172-209.
- Corcoran, Simon (2013), «The Gregorianus and Hermogenianus assembled and shattered», Mélanges de l'École Française de Rome. Antiquité (Mélanges de l’École française de Rome - Antiquité (20131218)) (125-2), ISSN 0223-5102, doi:10.4000/mefra.1772.
- Corcoran, Simon (2012), «Grappling with the Hydra: co-ordination and conflict in the management of Tetrarchic succession»,  en Bonamente, Giorgio; Lenski, Noel Emmanuel; Testa, Rita Lizzi, eds., Costantino prima e dopo Costantino (Constantine before and after Constantine), Munera, 35 (en italiano), Edipuglia, ISBN 978-8872286777.
- Corcoran, S; Salway, B (2010), «A lost law-code rediscovered? The Fragmenta Londiniensia Anteiustiniana», Zeitschrift der Savigny-Stiftung für Rechtsgeschichte: Romanistische Abteilung (Zeitschrift der Savigny-Stiftung für Rechtsgeschichte: Romanistische Abteilung, v127 n1) 127: 677-678, ISSN 0323-4096, doi:10.7767/zrgra.2010.127.1.677.
- Corcoran, Simon (2009), «Anastasius, Justinian, and the Pagans: A Tale of Two Law Codes and a Papyrus», Journal of Late Antiquity, 2.2 (2): 183-208, ISSN 1939-6716, doi:10.1353/jla.0.0049.
- Corcoran, Simon (2009), «After Kruger: Observations on some additional or revised Justinian Code headings and subscripts», Zeitschrift der Savigny-Stiftung für Rechtsgeschichte: Romanistische Abteilung (126: H. Böhlau) 126: 423, ISSN 0323-4096, OCLC 440690826, doi:10.7767/zrgra.2009.126.1.423.
- Corcoran, Simon (2009), «New subscripts for old rescripts: The Vallicelliana fragments of Justinian Code Book VII», Zeitschrift der Savigny-Stiftung für Rechtsgeschichte: Romanistische Abteilung (126: H. Böhlau) 126: 401, ISSN 0323-4096, OCLC 440690823, doi:10.7767/zrgra.2009.126.1.401.
- Corcoran, Simon (2007), «Two tales, two cities: Antinoopolis and Nottingham»,  en Drinkwater, John; Salway, Benet, eds., Wolf Liebeschuetz reflected: Essays presented by Colleagues, Friends, and Pupils, BICS Supplement 91, University of London, School of Advanced Study, Institute of Classical Studies, pp. 193-209, ISBN 978-1-905670-04-8.
- Corcoran, Simon (2006), «The Tetrarchy: policy and image as reflected in imperial pronouncements»,  en Boschung, Dietrich; Eck, Werner, eds., Die Tetrarchie: Ein neues Regierungssystem und seine mediale Präsentation, ZAKMIRA Schriften 3, Reichert Verlag: Wiesbaden, pp. 31-61, ISBN 3-89500-510-X.
- Corcoran, Simon (2006), «Emperor and citizen in the era of Constantine»,  en Hartley, Elizabeth; Hawkes, Jane; Henig et al., eds., Constantine the Great: York's Roman Emperor, Lund Humphries, pp. 41-51, ISBN 0-85331-928-6, consultado el 4 de diciembre de 2013 .
- Corcoran, Simon (2006), «Before Constantine»,  en Lenski, Noel, ed., The Cambridge Companion to the Age of Constantine, Cambridge University Press, pp. 35-58, ISBN 978-0-521-52157-4.
- Corcoran, Simon (2000), «The sins of the fathers: a neglected constitution of Diocletian on incest», Journal of Legal History (Routledge) 21 (2): 1-34, ISSN 0144-0365, OCLC 199222568, doi:10.1080/01440362108539607.